# 통독 (읽기)
통독(通讀)은 글이나 문장, 혹은 책 등을 처음부터 끝까지 제목, 차례, 문단의 주제 등 처음부터 끝까지 훑어읽는 읽기 방식을 뜻한다.

## 같이 보기
- 음독
- 묵독
- 정독
- 미독
- 속독
- 발췌해서 읽기